# Конституція Есватіні
Конституція Есватіні є основним законом Королівства Есватіні.

## Історія
До прийняття чинної Конституції в Есватіні були прийняті кілька конституцій.
Конституція 6 вересня 1968 року була припинена 12 квітня 1973 року королем Собуза II, батьком нинішнього короля Мсваті III. Указ дав монархії абсолютну владу і вигнав політичну опозицію. 13 жовтня 1978 року була прийнята Нова Конституція, але вона не набула чинності.
У 2001 році король Мсваті III призначив Комітет для розробки нової Конституції. Цей документ був представлений в 2003 році для обговорення, і був підданий серйозній критиці з боку громадянського суспільства Есватіні, а також з боку міжнародних організацій, таких як «Міжнародна амністія».
4 листопада 2004 року парламенту була представлена нова редакція Конституції, яка по суті була такою ж, як і варіант 2003 року.